# Ouasim Bouy
Ouasim Bouy, född 11 juni 1993 i Amsterdam, är en nederländsk fotbollsspelare (defensiv mittfältare och mittback) som spelar för Al Kharaitiyat. Han har tidigare representerat Nederländernas landslag på ungdomsnivå.

## Klubblagskarriär

### Ajax
Bouy växte uppe i Amsterdam och tillhörde amatörlaget Zeeburgias ungdomsverksamhet innan han värvades av Ajax 2008. Han skrev sitt första kontrakt med klubben sommaren 2009 och blev kapten i Ajax U19-lag.

### Juventus
I januari 2012 värvades Bouy, som ännu inte gjort sin tävlingsdebut för Ajax, av den italienska storklubben Juventus. Han imponerade i reservlaget, och i augusti 2012 gick han på ett säsongslångt lån till Serie B-laget Brescia, där han spelade regelbundet tills hans säsong i februari avslutades i förtid av en skada. Den 12 december 2013 gjorde han sin första och enda match med Juventus a-lag, när han kom in som avbytare mot Avellino i Coppa Italia.
Efter ett mindre lyckat lån till Hamburg under våren 2014, gick Bouy till Panathinaikos på lån för hela säsongen 2014/2015, där han spelade 13 matcher och gjorde ett mål. Säsong 2015/2016 tillbringade han i nederländska PEC Zwolle, där han imponerade så till den grad med fyra mål och nio målgivande passningar på 28 matcher att klubben lånade honom på nytt i januari 2017, efter att han tillbringat hösten 2016 med minimal speltid i Palermo.

### Leeds United
Den 2 augusti 2017 värvades Bouy av Leeds United på en fri transfer, och skrev på ett fyraårigt kontrakt.

#### Cultural Leonesa (lån)
Samma dag som Bouy skrev på för Leeds lånades han ut till klubbens samarbetspartner i spanska Segunda División, Cultural Leonesa, för hela säsongen 2017/2018. Bouy återvände dock till Leeds redan i januari 2018 efter att ha spelat endast fyra matcher i Spanien, varav två i cupen.

#### PEC Zwolle (lån)
Den 24 augusti 2018 gick Bouy för tredje gången i karriären på lån till PEC Zwolle för hela säsongen, alltjämt utan att ha fått någon speltid med a-laget i Leeds. Han spelade sin första match den 2 september, ett inhopp borta mot Groningen i Eredivisie. Bouy spelade 18 matcher för Zwolle, varav 12 från start.
Under sommaren 2019 stod det klart att Bouy, som ännu inte debuterat för Leeds och som uppenbarligen inte fanns i tränaren Marcelo Bielsas planer, var till salu.

### Al Kharaitiyat
I juli 2021 blev Bouy klar för spel i qatariska Al Kharaitiyat.

## Landslagskarriär
Bouy har representerat Nederländernas ungdomslandslag i sammanlagt ett trettiotal matcher på olika nivåer upp till U19.